# Casselden Place
La Casselden Place est un gratte-ciel de 166 mètres de hauteur construit à Melbourne en Australie en 1992.
Il abrite des bureaux sur 43 étages.
L'architecte est l'agence australienne Australian Construction Services Hassell Pty Ltd